# L'Olleria
L'Olleria är en ort i Spanien.   Den ligger i provinsen Província de València och regionen Valencia, i den östra delen av landet, 300 km sydost om huvudstaden Madrid. L'Olleria ligger 255 meter över havet och antalet invånare är 7 648.
Terrängen runt L'Olleria är kuperad åt nordväst, men åt sydost är den platt. Runt L'Olleria är det ganska tätbefolkat, med 160 invånare per kvadratkilometer. Närmaste större samhälle är Xàtiva, 8,6 km norr om L'Olleria. Trakten runt L'Olleria består till största delen av jordbruksmark.